# Ali Sarı
Ali Sarı (20 de noviembre de 1986) es un deportista turco que compitió en taekwondo. Ganó dos medallas de bronce en el Campeonato Europeo de Taekwondo, en los años 2012 y 2014.

## Palmarés internacional
| Campeonato Europeo | Campeonato Europeo       | Campeonato Europeo | Campeonato Europeo |
| Año                | Lugar                    | Medalla            | Categoría          |
| ------------------ | ------------------------ | ------------------ | ------------------ |
| 2012               | Mánchester (Reino Unido) | Medalla de bronce  | –87 kg             |
| 2014               | Bakú (Azerbaiyán)        | Medalla de bronce  | –87 kg             |